# Tracking (Spurverfolgung)
Tracking (dt. für den statischen [retrospektiven] Anwendungsfall gleichbedeutend mit Spurbildung, für den dynamischen Anwendungsfall [mitlaufend, online] gleichbedeutend mit Nachführung) umfasst alle Bearbeitungsschritte, die der gleichzeitigen räumlichen Verfolgung von (bewegten) Objekten dienen. Davon unterschieden wird das Tracing, das eine zeitlich versetzte Verfolgung anhand von Aufzeichnungen betrifft. Die Abgrenzung ist aber nicht einheitlich, so spricht man z. B. von einem GPS-Tracking unabhängig davon, ob die Verfolgung (Auswertung) gleichzeitig oder nachträglich erfolgt.
Ziel dieser Verfolgung ist meist das Abbilden der beobachteten tatsächlichen Bewegung zur technischen Verwendung. Solche Verwendung kann das Zusammenführen des getrackten Objektes mit einem nachfolgenden Objekt sein. Solche Verwendung kann aber auch schlichter die jeweilige Kenntnis des momentanen Ortes des getrackten Objektes sein.
Das Tracking eines Objekts und die Modellierung von dessen Bewegungsverhalten auf der Erdoberfläche folgt den Konzepten der klassischen Koppelnavigation.

## Methode
Zum Tracken werden Informationen über den Verlauf der Bewegung und die Lage eines Objektes (Absolutdaten) und zum anderen die Verminderung von Abweichungen (relative Fehlerdaten) aus einem Strom von Beobachtungsdaten extrahiert. Störungen entstehen aus zufälligen technischen Messfehlern oder aus unvermeidlichem physikalischem (Messrauschen). Fehler entstehen durch unvollständige Modelle der Nachbildung der tatsächlichen Bewegung, beispielsweise bei Annahme stationärer Bewegung.
Die extrahierten Informationen können beispielsweise die Geschwindigkeit der Bewegung, die Beschleunigung sowie Informationen bezüglich der Lage zu einem bestimmten, oft in der Zukunft liegenden, Zielpunkt sein.
Die hier verwendeten Begriffe Ort, Lage, Geschwindigkeit und Beschleunigung können relative oder absolute Koordinaten sein, müssen also nicht zwingend geografischer Herkunft sein. Die beschreibenden Messgrößen sind die klassischen Bewegungsparameter der Hamiltonschen Mechanik. Beispiele hierfür sind kontinuierliche, etwa elektrische Messdaten oder inkrementelle Zählwerte oder diskrete Zustandsinformationen.
Die Güte der bestimmten Lage- und Bewegungsinformation hängt zunächst von der Güte der Beobachtung, von dem verwendeten Tracking-Algorithmus und von der Modellbildung ab, die der Kompensation unvermeidlicher Messfehler dient. Ohne Modellbildung ist die Güte der bestimmten Lage- und Bewegungsinformation meist enttäuschend schlecht.
Die Güte des Tracking wird bestimmt durch die geometrische und zeitliche Auflösung der Messmittel, die Abtastung und Diskretisierung und die Übertragung der Messgrößen aus der Beobachtung. Die Güte der bestimmten Lage- und Bewegungsinformation wird durch die numerische Genauigkeit der Berechnung, deren Iteration und Integration bestimmt. Zudem ist die Bestimmung der Integrationskonstanten von großem Einfluss.
Die Güte des Trackings hängt auch von der Genauigkeit der Beobachtung, also den Messungen bzw. den Messfehlern sowie der Diskretisierung mit einer endlichen Auflösung sowie der der zyklischen Wiederholung, also einer endlichen Abtastrate ab.

### Intuition
Zunächst ist der Fokus der Beobachtung auf die relevante Messgröße zu richten. Dabei ist zu berücksichtigen, dass das zu beobachtende Objekt fortlaufend erkannt werden muss.

### Deskription
Weiter ist der aktuelle Verlauf der zu beobachtenden Größe zu erfassen und zu beschreiben, beispielsweise durch eine Abtastfunktion.

### Prädiktion
In diesem Verarbeitungsschritt erfolgt die (rechnerische) Vorhersage der Lage- und Bewegungsinformationen anhand der bekannten Geschichte und physikalischer oder mathematischer Gesetzmäßigkeiten.

### Assoziation
Insbesondere in Beobachtungsräumen, in denen sich in der Regel mehrere Objekte (Multi-Target-Tracking) befinden und diese nicht eindeutig über verschiedene Messzyklen identifizierbar sind, übernimmt diese Komponente die Zuordnung eines in früheren Messzyklen beobachteten Objektes zu einer aktuellen Messung. Um nicht alle Messungen mit einem Objekt auf eine mögliche Assoziation hin prüfen zu müssen, können über Heuristiken entfernte Messungen von vornherein ausgeschlossen werden. Dieser Schritt wird Gating genannt und ist Teil des Assoziationsschritts.
Fehler im Assoziationsschritt (sogenannte Missassignments oder Falschzuordnungen) wirken sich besonders schwer auf die Ergebnisse aus.

### Innovation
Die Bestimmung der aktuellen Lage und anderer bewegungsrelevanter Informationen erfolgt einerseits durch die Prädiktion und andererseits durch aktuelle Messungen (bzw. Berechnungen aus aktuellen Messungen). Der Innovationsschritt führt beide Ergebnisse gewichtet zusammen. Die Gewichtung kann sowohl dynamisch als auch statisch erfolgen. Eine Verschiebung der Anteile hin zur Prädiktion glättet die Ergebnisse stärker, eine größere Gewichtung der Messung führt zu Ergebnissen, die sich schneller auf Veränderungen der Messwerte einstellen.
In der Regel lassen sich für die Bewegungsverläufe der jeweiligen Objekte Modelle ableiten, die in modellbasierten Verfahren Verwendung finden. Die Qualität der Modelle bzw. der Grad der Annäherung an die Realität bestimmt entscheidend das Ergebnis des Trackings.

### Reaktion
Soweit die Beobachtung zu einer Wirkung führen soll, muss eine entsprechende Reaktion definiert sein. Meist gehört dazu auch eine technische Einstellung eines zugeschnittenen Verfahrens, beispielsweise eine Änderung eines technischen Systemverhaltens (Steuerungsanlagen) oder eines organisatorischen Kaufverhaltens (Ökonomie).

### Dokumentation
Die erfassten Daten werden zweckmäßigerweise aufgezeichnet und gegebenenfalls für eine Verbesserung des weiteren Vorgehens benutzt.

### Adaption
Bei sprunghafter Änderung des Verhaltens des beobachteten Objekts versagen klassische Messverfahren, insbesondere, wenn der nutzbare Messbereich verlassen wird. Dann muss die Vorgehensweise an dieses Verhalten beispielsweise durch Modenwechsel, Bereichwechsel oder durch Taktwechsel angepasst werden.

## Praktische Umsetzung
In der Praxis basiert Tracking nicht immer auf einem Ein-Modell-Ansatz. In Abhängigkeit von den Objekten und deren möglichen Bewegungsverläufen werden zur Verfolgung eines Objekts gleich mehrere alternative sogenannte „Hypothesen“ angesetzt. Dadurch lassen sich zum einen komplizierte Objektmanöver erfassen und verfolgen, zum anderen lassen sich bei geschickter Wahl der Hypothesen die Gewichtungsmodelle stark vereinfachen. Der wesentliche Vorteil solcher Methoden ist der gegenüber z. B. Kalman-basierten Verfahren deutlich reduzierte Rechenaufwand. Der theoretisch vorhandene größere Schätzfehler in Phasen, in denen sich der Bewegungsverlauf der Objekte ändert und zum „Umschalten“ des benutzten Modells führt, wird meist durch übergeordnete Verfahren minimiert. Da solche Verfahren vorrangig im industriellen und militärischen Umfeld angewendet und weiterentwickelt werden, sind die internen Details solcher Verfahren nur zum Teil in frei zugänglicher Literatur offengelegt.
Das Multi-Hypothesen-Tracking geht auf die Entwicklung der Radar-Luftüberwachungssysteme in den 1960ern zurück.

## Beispiele für Tracking-Algorithmen
α/β/γ-FilterEin modellbasiertes Verfahren, das Bewegungsparameter des Beobachtungsobjektes mit einem vereinfachten Modell schätzt
Kalman-FilterEin modellbasiertes Verfahren, das Bewegungsparameter des Beobachtungsobjektes schätzt
Sequentielle Monte-Carlo-Methode (Partikel-Filter)eignet sich zum Verfolgen, falls das System eine nichtgaußsche, nichtlineare Dynamik besitzt.

## Anwendungsbeispiele für Tracking-Algorithmen
- Zweiachsige Nachführung von Photovoltaikanlagen
- TT&C von Satelliten oder andere Luftüberwachungssysteme (Bspw. mithilfe Radartechnik erfasste Flugobjekte werden in ihrer Bewegung verfolgt.)
- Umfeldsensierung in der Robotik (Von Umfeldsensorik erfasste Objekte werden in ihrer Bewegung verfolgt.)
- Umfeldsensierung im Automobilbereich (Von Umfeldsensorik erfasste Objekte wie zum Beispiel Autos oder Fußgänger werden in ihrer Bewegung verfolgt.)
- Verkehrsobjekterfassung mit Ziel der Verkehrsflusssteuerung (Lit.: Döring).
- Erfassung von Körperbewegungen (Motion Tracking) bei VR-Anwendungen
- aufzeichnen und analysieren von Blickbewegungen mit dem Eyetracker
- Einzelpartikelverfolgung